# Dobrzelin (gmina)
Dobrzelin (do 1926 i od 1992 Żychlin) – dawna gmina wiejska istniejąca w latach 1870–1874, 1926–1954 i 1973–1991 w woj. warszawskim, łódzkim i płockim (dzisiejsze woj. łódzkie). Siedzibą gminy był początkowo Żychlin (do 1870 i od 1924 roku stanowiący odrębną gminę miejską), a następnie Dobrzelin.

## Pierwsza odsłona (1870–1874)
Za Królestwa Polskiego istniała gmina Żychlin, która należała do powiatu kutnowskiego w guberni warszawskiej. Jej siedziba znajdowała się w mieście Żychlinie, który stanowił odrębną gminę miejską. 19 maja?/31 maja 1870 Żychlin został pozbawiony praw miejskich i przekształcony w osadę miejską; po przyłączeniu do niego części obszaru gminy Żychlin utworzono w nim odrębną jednostkę administracyjną o nazwie "gmina Żychlin", natomiast – aby uniknąć dwóch gmin o tej samej nazwie – dotychczasową (częściowo okrojoną) gminę Żychlin przemianowano na "gminę Dobrzelin".
W 1874 roku obie gminy zostały połączone w jedną wiejską gminę Żychlin. 

## Druga odsłona (1926–1954)
Po odzyskaniu niepodległości gmina Żychlin weszła w skład powiatu kutnowskiego w woj. warszawskim. W 1921 roku gmina Żychlin składała się z 61 miejscowości i liczyła 6761 mieszkańców (Żychlin liczył 7098 mieszkańców).
1 stycznia 1924 prawa miejskie odzyskał Żychlin, który wyłączono z gminy Żychlin i przekształcono w odrębną gminę miejską. Oprócz osady Żychlin, nowe miasto objęło także miejscowości:
- Żychlin litera A., Żychlin litera B., Żychlin litera D., Żychlin litera C, Żychlin litera F., Żychlin litera G., Żychlin litera M., Żychlin litera N., Żychlin litera P., Żychlin litera O., Żychlin litera R., Żychlin litera S., Żychlin litera T., Szymanów, Fabjanów, Teodorów, osada Podcmentarz, Starą Pasieka, Józefów, Wacławów, Żychlin miasto № 1, Żychlin miasto № 2, Żychlin miasto № 11, Żychlin miasto № 9, Żychlin miasto "Rola", Żychlin miasto "Zosin", Żychlin miasto № 12, Żychlin miasto № 14, Żychlin miasto № 15, osadę, fabryczną i fabrykę Walentynów, kolonię-folwark Żychlin-miasto, kolonię-folwark Żychlin miasto (reszta), Żychlin Pruszaka, wieś Dobrzelin A, folwark Żychlin miasto Budzyń – o ogólnej przestrzeni 1284 morgów.

Niecałe trzy lata później – 7 grudnia 1926 roku – wiejską gminę Żychlin przemianowano na "gminę Dobrzelin". 1 kwietnia 1939 roku miasto Żychlin i gminę Dobrzelin – wraz z całym powiatem kutnowskim – przeniesiono do woj. łódzkiego.
Po II wojnie światowej jednostki zachowały przynależność administracyjną. 1 lipca 1952 roku gmina Dobrzelin składała się z 21 gromad. Gmina Dobrzelin została zniesiona 29 września 1954 roku wraz z reformą wprowadzającą gromady w miejsce gmin.

## Trzecia odsłona (1973–1991)
Gminę Dobrzelin, tym razem z siedzibą w Dobrzelinie, reaktywowano 1 stycznia 1973 roku w tymże powiecie i województwie, w związku z kolejną reformą gminną (Żychlin ustanowił odrębną gminę miejską). W jej skład weszło 20 sołectw:
- Biała
- Brzeziny
- Budzyń
- Buszkówek
- Chochołów
- Dobrzelin
- Drzewoszki
- Grabie
- Grabów
- Grzybów Dolny
- Kaczkowizna
- Kruki
- Pasieka
- Sokołówek
- Śleszyn
- Tretki
- Wola Popowa
- Zagroby
- Zgoda
- Żabików

1 czerwca 1975 roku zarówno Żychlin, jak i gmina Dobrzelin weszły w skład nowo utworzonego woj. płockiego.
1 stycznia 1992 roku gmina wiejska Dobrzelin została zniesiona przez połączenie jej terenów z gminą miejską Żychlin w miejsko-wiejską gminę Żychlin, która 1 stycznia 1999 roku powróciła do powiatu kutnowskiego w nowo utworzonym woj. łódzkim.